# Best Thing I Never Had
„Best Thing I Never Had” este o piesă de pe al patrulea album de studio al cântăreței americane Beyonce, 4. Piesa a fost lansată ca al doilea single pe data de 1 iunie .